# 张鹏展
张鹏展（？—1840年），字南崧，壮族，广西上林县人，清代学者、政治人物。

## 生平
乾隆五十三年（1788年）拔贡，同年秋举于乡。乾隆五十四年（1789年）聯捷己酉科进士，选庶吉士，授翰林院编修。乾隆五十七年（1792年）充任云南乡试副考官，升福建道监察御史。刑部郎中金光悌專擅，被张鵬展弹劾而離任。嘉庆五年（1800年）上疏指出当时地方官吏聘请幕僚的弊端。嘉庆六年，皇帝打算东巡盛京，受沈琨以及张鹏展等劝阻而未成行。嘉庆十四年（1809）迁光禄寺少卿、太常寺少卿、奉天府府丞，兼管学政，又转太仆寺卿、太常卿。嘉庆十八年（1813）升任通政使司通政使。嘉庆二十五年辞归乡里，先後講學於桂林秀峰书院、上林澄江书院，又曾任宾州宾阳书院山长。道光五年（1825）受聘总纂《宾州志》。道光二十年（1840年）卒。著有《离骚经注》、《读鉴释义》、《谷贻堂全集》等。

## 家族
父张滋。